# ブロッサスコ
ブロッサスコ（伊: Brossasco）は、イタリア共和国ピエモンテ州クーネオ県にある、人口約1,000人の基礎自治体（コムーネ）。

## 地理

### 位置・広がり

#### 隣接コムーネ
隣接するコムーネは以下の通り。
- ブスカ
- フラッシノ
- ガンバスカ
- イザスカ
- マルティニアーナ・ポー
- メッレ
- サンペイレ
- サンフロント
- ヴァルマーラ
- ヴェナスカ

## 行政

### 分離集落
ブロッサスコには、以下の分離集落（フラツィオーネ）がある。
- Masueria, San Sisto, S.Mauro, Tonda, Varetto, Canonici, Castello, Barra, paris, Bianchi, Spagnoli.